# Leporinus geminis
Leporinus geminis is een straalvinnige vissensoort uit de familie van de kopstaanders (Anostomidae). De wetenschappelijke naam van de soort is voor het eerst geldig gepubliceerd in 2009 door Garavello & Santos.